# Sardanapale (souverain mythique)
Pour les articles homonymes, voir Sardanapale.
Sardanapale, en grec Σαρδανάπαλλος Sardanapallos, en latin Sardanapālus ou -pallus, est, dans la littérature grecque et romaine, un souverain assyrien, fils d'Anakindaraxés et dernier souverain de la dynastie de Ninos.
Connu par d'assez nombreuses mentions dans les textes grecs et romains, notamment par Ctésias dans ses Persica et ses Babyloniaca, le personnage de Sardanapale semble inspiré d'Assurbanipal, roi d'Assyrie de 669 à 627 av. J.-C., et à un moindre degré de son frère Shamash-shum-ukin, en ce qui concerne sa mort.
La vie de Sardanapale constitue dans l'Antiquité grecque et romaine, un exemple didactique et moral destiné à dénoncer la mollesse, le luxe effréné et la démesure d'une vie dissolue. Par exemple, Dion Cassius, qui écrit son Histoire romaine vers 230, utilise Sardanapale pour mieux condamner Héliogabale, empereur de 218 à 222, victime d'une damnatio memoriae après son lynchage par des émeutiers.

## Étymologie

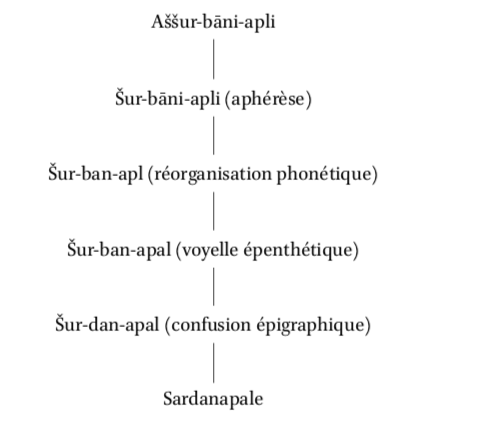
Processus graphiques et linguistiques à l'origine de l'altération du nom du souverain.

Concernant Sardanapale, une possible confusion homonymique, avec un satrape cilicien, pourrait être à l'origine de son nom. Une dérivation à partir du nom sémitique du souverain est toutefois plus probable, les principales règles de passages d'une langue à l'autre se retrouvant dans les Græco-Babyloniaca, et plus particulièrement, pour notre cas présent, dans l'Inscription de Çineköy. Cette dernière atteste en effet de l'aphérèse touchant le mot aššurû (Assyrie), donnant ainsi le mot à l'origine de Syrie, et expliquant la disparition du premier segment vocalique d'Aššur-bāni-apli, donnant Sur-. Une réorganisation phonétique expliquerait ensuite l'altération des timbres vocaliques du nom akkadien, les /i/ ne se prononçant plus. L'apparition d'une nécessaire voyelle épenthètique achève la vocalisation obtenue pour Sardanapale. Enfin, le passage du b- au d-, s'explique du côté de l'épigraphie grecque, dans la confusion des deux lettres par le lapicide.

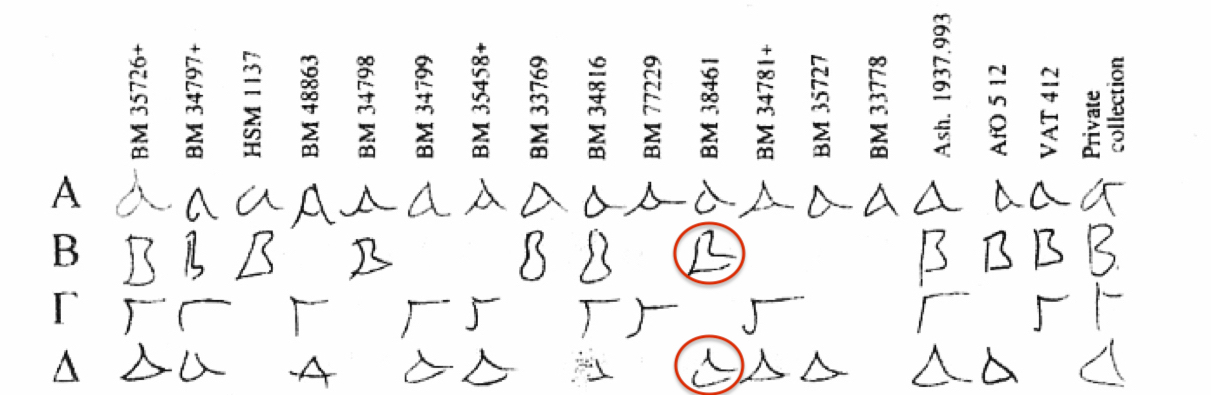
Occurrences et similitudes des bêta et delta en pays séleucide.

Concernant Anakindaraxès, père de Sardanapale, une dérivation à partir du nom akkadien d'Assarhaddon semble improbable. La forte connotation achéménide du nom pourrait renvoyer à un satrape ou souverain perse. Le nom, enfin, peut être porteur d'une charge didactique, dérivant du grec Ἀνάγκη (Fatalité), ou ἀνάγκη (nécessité).

## Histoire

### Mythe
« Sardanapale, le treizième en succession de Ninus, qui fonda l'empire, et le dernier roi des Assyriens, surpassa tous ses prédecesseurs en luxe et en mollesse. Jamais vu par un homme extérieur au palais, il vécut la vie d'une femme et dépensait ses jours en compagnie de ses concubines, filant le tissu pourpre et travaillant la plus douce des laines. Il revêtit l'habit féminin et se couvrit la face et son corps entier avec des crèmes blanchissantes et des onguents utilisés par des courtisans, le rendant plus délicat que n'importe quelle courtisane. Il prit soin de rendre sa voix féminine au cours de beuveries, pour se livrer aux délices de l'amour avec les hommes comme les femmes. Dans un tel excès de luxe, de plaisir sensuel et de tempérance sans scrupule, il composa un hymne funèbre et ordonna à ses successeurs sur le trône de l'inscrire sur son tombeau après sa mort, hymne composé dans une langue étrangère et traduite depuis par un Grec. [...] Sa nature d'homme ambivalent ne le fit pas seulement mourir d'une manière déshonorante, mais causa la destruction totale de l'empire assyrien, qui exista plus longtemps qu'aucun autre état dans l'Histoire. »

Le mythe de Sardanapale, en tant qu'ultime roi d'Assyrie, se retrouve chez d'autres auteurs d'une antiquité plus tardive. Athénée de Naucratis, compilateur du IIe siècle, en reprenant sans doute Ctésias, livre un récit illustrant l'empreinte négative du souverain mythique dans l'esprit grec :

« Or, Messieurs, en nous rappelant si souvent le nom d'Archestrate (poète grec du IVe siècle av. J.-C. connu pour ses œuvres licencieuses), vous avez donné liberté à tous les désordres dans ce repas. En effet, ce poète épique a t-il omis une seule des choses corrompant l'esprit et le goût ? Lui qui seul s'est fait l'honneur de devenir l'imitateur de Sardanapale, fils d'Anakindaraxès1, moins connu “lorsqu'on y joint le nom de son père que quand on le nomme seul” disait Aristote. »

Au siècle suivant, le romain Justin (historien) procéda à un Épitomé exhaustif, abordant avec une profusion de détails non retrouvée chez ses prédécesseurs, la figure de Sardanapale et ses travers :

« Le dernier à régner chez les Assyriens fut Sardanapale, un homme plus efféminé qu'une femme. Un de ses préfets, nommé Arbacte, qui gouvernait les Mèdes, avait, après beaucoup de démarches, obtenu de le voir, privilège guère obtenu avant lui. Il découvrit Sardanapale entouré d'une foule de concubines, et dans l'habillement d'une femme, enroulant de la laine pourpre avec une quenouille, et distribuant des tâches aux filles mais les surpassant toutes en féminité et en dévergondage. Après avoir vu cela, et indigné que tant d'hommes fussent soumis à une telle femme, et que des gens qui avaient des armes de fer obéissent à une fileuse de laine, il partit rejoindre ses compagnons, leur racontant ce qu'il a vu, et leur disant qu'il ne pouvait obéir à un cinède préférant être une femme plutôt qu'un homme. Une conspiration fût formée, et la guerre éclata contre Sardanapale, qui écoutant ce qui avait eu lieu réagissait non comme un homme qui défendrait son royaume, mais comme une femme effrayée par la mort se cherchant un lieu de fuite. Étant défait dans la bataille, il se retira dans son palais et ayant dressé une pile de combustible à laquelle il mit le feu, s'y jeta avec ses richesses, agissant pour la première fois comme un homme. »

La confusion des personnes d'Assurbanipal et Shamash-shum-ukin dans la personne de Sardanapale est ici flagrante, la mort du frère mutin étant appropriée à celle du souverain assyrien,,.

### Historicité
Il n'y a aucun roi nommé Sardanapale attesté dans la liste des rois assyriens. Certaines parties de l'histoire de Sardanapale semblent être liées aux événements des dernières années de l'Empire assyrien. Ceux-ci impliquaient un conflit entre le roi assyrien Assurbanipal et son frère Shamash-shum-ukin auquel il avait concédé en son nom le contrôle de Babylone en tant que territoire vassal. Shamash-shum-ukin s'est imprégné du nationalisme babylonien et a formé une alliance de Babyloniens, de Chaldéens, d'Élamites, Arabes et Sutéens contre leur maître pour tenter de transférer le siège du vaste empire de Ninive à Babylone. Bien que Sardanapale ait été identifié avec Ashurbanipal, sa mort présumée dans les flammes de son palais est plus proche de celle de son frère Shamash-shum-ukin, .
Il n'y a aucune preuve en Mésopotamie qu'Assurbanipal ou Shamash-shum-ukin menaient un mode de vie hédoniste, étaient homosexuels ou travestis. Tous deux semblent avoir été des dirigeants forts, disciplinés, sérieux et ambitieux, et Ashurbanipal était connu pour être un roi lettré et érudit qui s'intéressait aux mathématiques, à l'astronomie, à l'astrologie, à l'histoire, à la zoologie et à la botanique.
La fin tragique du mythe de Sardanapale serait emprunte à celle de Shamash-shum-ukin qui fut assiégé et vaincu à Babylone et ses alliés écrasés. Après sa défaite en 648 av. J.-C., les archives d'Assurbanipal relatent les événements : « ils jetèrent Shamash-shum-ukkin, frère ennemi qui m'a attaqué, dans l'incendie qui fait rage ».
La véritable chute de Ninive s'est produite en 612 av. J.-C., dans une Assyrie considérablement affaiblie par une série de guerres civiles entre prétendants rivaux au trône. Ses anciens sujets profitèrent de ces événements pour se libérer du joug assyrien. En 616 av. J.-C., une coalition réunissant les forces de Mèdes, de Scythes, de Babyloniens, de Chaldéens, de Perses, de Cimmériens et de Élamites attaque l'Assyrie d'Assurbanipal. En 612 av. J.-C. Ninive est assiégée puis la ville pillée par l'un de ses propre fils Sîn-shar-ishkun, le troisième des quatre frères prétendants au trône par ordre de succession. Le Roi a probablement été tué en défendant sa ville lors du sac, bien que les archives soient fragmentaires. Assur-uballit II lui succéda en tant que dernier roi d'une Assyrie indépendante, régnant depuis Harran, la dernière capitale de l'Assyrie jusqu'en 605 av. J.-C..
L'Assyrie a survécu en tant qu'entité géopolitique et province occupée jusqu'à sa dissolution après la conquête arabo-islamique de la Mésopotamie au VIIe siècle apr. J.-C.. La région est encore aujourd'hui habitée par une minorité assyrienne indigène, désormais majoritairement chrétienne et parlant toujours l'araméen oriental (en).

### Épitaphe
L'épitaphe de Sardanapale est attestée pour la première fois chez Diodore de Sicile, reprenant Ctésias, qui la qualifie d'oraison funèbre (᾿Eπικήδειον en grec ancien) :

« [...] il fit lui‐même en langue barbare cette épitaphe, qui depuis a été mise en deux vers grecs :
J'emporte des trésors que je laisse aux vivants,
Tout ce que j'en ai mis à contenter mes sens. »

Cette épitaphe, logiquement rédigée soit en caractères alphabétiques araméens, soit en cunéiforme assyrien, dut être traduite depuis le "chaldéen" vers le grec. Elle ne peut, en tout cas, aucunement l'avoir été en vieux perse. Le bâtiment qui doit l'avoir abritée reste inconnu, comme la connaissance de l'épitaphe par les Grecs. L'ont-ils connue dès Ctésias ? Ou la conquête d'Alexandre est-elle à l'origine de sa découverte ? L'auteur romain Cicéron, dans ses Tusculanes, en fait remonter la connaissance à l'époque d'Aristote :

« On voit par là quel était l'aveuglement de Sardanapale, cet opulent roi d'Assyrie, qui fit graver sur son tombeau l'inscription suivante : “Déchu de mes grandeurs par un trépas funeste, Ce qu'Amour et Bacchus m'ont procuré de biens, Sont les seuls désormais que j'ose appeler miens, Un héritier a tout le reste”. Inscription, disait Aristote, plus digne d'être mise sur la fosse d'un bœuf, que sur le monument d'un roi. »

Il est possible de plus ou moins statuer sur le siècle de la découverte de l'inscription par les Grecs, grâce à ce passage. Athénée de Naucratis, se référant à Amyntas le bématiste, corrobore le siècle de découverte :

« Dans le livre III de ses Étapes, Amyntas nous apprend qu'à Ninive, se trouvait un tertre colossal, que Cyrus fit raser, afin d'y élever à la place une vaste terrasse pour mieux surveiller les remparts, lors du siège de la ville. Ce tertre était, dit-on, le mausolée de Sardanapale, roi de Ninive, au sommet duquel on avait dressé une colonne de pierre, où l'on pouvait lire des inscriptions en chaldéen, que Chœrilos, plus tard, a traduite en vers grecs [...] À Anchiale, cité bâtie par Sardanapale, Alexandre installa son campement, au temps où il luttait contre les Perses. Non loin de cet endroit, il aperçut le tombeau de Sardanapale où était gravée une image du roi, représenté visiblement en train de faire claquer ses doigts. Dessous, étaient inscrits ces mots en caractères assyriens : " Sardanapale, fils d'Anakyndaraxès, a construit Anchiale et Tarse en un jour. Mangez, buvez, et jouissez ! Le reste importe peu ! ". Telle est la signification, semble-t-il, du claquement de doigts. »

Le texte révèle l'identité de la ville abritant l'épitaphe, située à Anchiale, ville à la situation géographique indéterminée, mais de toute évidence proche de Tarse (ville). La cohésion du récit reste néanmoins affaiblie par la présence de l'épitaphe, précédemment à Ninive, et par l'utilisation que Cyrus le Grand en fit lors du siège de la ville. Un tel siège n'eut en revanche jamais lieu, le souverain perse se dirigeant, après la bataille d'Opis, immédiatement vers Babylone (civilisation). Du reste, Ninive, lors de la conquête perse, était une ville désolée et inhabitée, sans muraille, où aucun siège n'aurait été envisageable.
La mention chez Athénée de Naucratis d'une représentation du roi en train de faire claquer ses doigts, est un élément en faveur de l'historicité de Sardanapale. Le terme grec utilisé par l'auteur : τύπος, c'est-à-dire "image", renvoie à un bas-relief, aisément rattachable à l'art palatial néo-assyrien. Le claquement des doigts, évoqué par Athénée, est un second élément en faveur de sa réalité. L'interprétation de l'auteur grec est bien en adéquation avec le caractère de Sardanapale, mais contraire à sa réalité historique. François Thureau-Dangin explique le geste comme « une façon naïve et familière d'attirer l'attention des dieux ».
La connaissance de visu de l'inscription par les Grecs peut donc être estimée en 334/333 av. J.-C., après qu'Alexandre eût envahi la Cilicie, et sa capitale Tarse, et donc après la bataille victorieuse du Granique, et les sièges réussis de Milet et Halicarnasse. La ville même d'où l'inscription est tirée, rend impossible la présence d'un quelconque tombeau royal assyrien, les souverains assyriens se faisant enterrer à Assur, ville sacrée de la divinité éponyme. Le tumulus, évoqué par Amyntas le bématiste, est probablement donc d'époque achéménide, et construit sur l'initiative d'un satrape local.

## Dans la morale antique
La figure de Sardanapale, archétype du tyran au grand pouvoir et de tous les excès, dénonce, dans l'esprit grec, la dégénérescence des nations par la féminisation des élites. Le schéma mental grec conçoit le luxe ostentatoire et exhibé comme une forme de mollesse, prélude à l'effondrement[réf. nécessaire].[réf. nécessaire]
Cette explication de la décadence par la féminisation chemine jusqu'à notre époque, et s'étiqueta à de nombreux empires mourants : 
- les généraux d'Alexandre le Grand le suspectent de mollesse après l'adoption des atours de la monarchie perse ;
- les Romains accusent les Grecs de « lascivité orientale » et exaltent la virilité romanité (par exemple Caton l'Ancien).

## Dans la culture

### Littérature antique
Lucien de Samosate, Dialogues des morts.

### Littérature française
Molière, Dom Juan, acte I, scène I (Sganarelle parle de dom Juan à Gusman, serviteur de dona Elvire) :

« Tu vois en Dom Juan, mon maître, le plus grand scélérat que la terre ait jamais porté, un enragé, un chien, un diable, un Turc, un hérétique, qui ne croit ni Ciel, ni Enfer, ni loup-garou, qui passe cette vie en véritable bête brute, un pourceau d'Épicure, un vrai Sardanapale, qui ferme l'oreille à toutes les remontrances chrétiennes qu'on lui peut faire, et traite de billevesées tout ce que nous croyons. »

Henri Gougaud, Le Rire de l'ange, Paris, Seuil, 2000, page 250 (Suzanne à Martin L'Arquet, qui vient de lui parler de ses fantasmes) :

« Dix ans perdus à rechigner!  Une vie à souffrir le supplice des sens, toute seule, sur l'oreiller, alors que j'avais là, dans la chambre à côté, un sardanapale chrétien qui rêvait à ma peau de lait ! »